# Pari (Film)
Pari ist ein Film des iranisch-griechischen Regisseurs Siamak Etemadi aus dem Jahr 2020. Er wurde am 25. Februar 2020 auf der Berlinale uraufgeführt.

## Handlung
Pari und Farrokh sind ein Ehepaar aus dem Iran, das sich streng an religiöse Regeln hält. Sie reisen nach Athen, um ihren Sohn Babak zu besuchen, der dort studiert. Als Babak sie nicht wie verabredet am Flughafen abholt, fahren sie in seine Wohnung. Dort erfahren sie von seiner Vermieterin, dass er seit drei Monaten nicht gesehen wurde. Pari und Farrokh erkundigen sich bei der iranischen Botschaft und am Polytechnio, der Universität, an der Babak studierte. Sie erfahren, dass sein Stipendium ausgelaufen ist und seitdem jede Spur von ihm fehlt. Farrokh ist entsetzt und befürchtet, Babak könnte auf Abwege geraten sein. Pari dagegen untersucht Babaks Zimmer und versucht herauszufinden, was ihren Sohn in seiner letzten Zeit in Athen interessiert und bewegt hatte. Sie stößt auf ein Gedicht des Dichters Rūmī, das Babak übersetzt hat, und übersetzt es mithilfe eines Wörterbuchs zurück ins Persische.
Das Gedicht, dessen zentrales Thema die Wiedergeburt ist, dient als wiederkehrendes Motiv des Films.
Paris Sprachkenntnisse erweisen sich als entscheidend: Da sie im Gegensatz zu ihrem Ehemann etwas Englisch spricht, kann sie sich als einzige von beiden in Athen verständigen. So übernimmt Pari, die zu Anfang des Films nie unaufgefordert das Wort ergriffen oder mit Fremden gesprochen hat, zunehmend die Regie bei den gemeinsamen Nachforschungen. An der Universität erhält Pari von der Studentin Zoe den Hinweis, sie solle in Exarchia suchen, dem Zentrum der alternativen und autonomen Szene Athens. In Exarchia gerät das Paar in eine Demonstration, die in einen Straßenkampf zwischen Autonomen und der Polizei eskaliert. Dabei wird Pari von Farrokh getrennt. Sie schließt sich den Autonomen an in der Hoffnung, dort Bekannte von Babak zu treffen. Mit Zoes Hilfe findet sie das Zeltlager, in dem Babak zuletzt gelebt hat, und einen jungen Mann, der ihn kannte. Er sagt, Babak habe die Stadt verlassen und niemand wisse, wohin. Als Pari zu Farrokh zurückkehrt, hat sich dessen bereits angeschlagener Gesundheitszustand verschlechtert. Farrokh stirbt in ihrem Hotelzimmer.
Pari ist nun auf sich allein gestellt. Sie folgt ihrer Ahnung, dass Babak, der wie sie das Meer liebte, zur See gefahren sein könnte. So macht sie sich auf den Weg zum Hafen von Piräus. Dort trifft sie auf eine Prostituierte, die Babak kannte und ihre Vermutung bestätigt: Babak habe auf einem Schiff angeheuert und sei mit dieser Lebensweise glücklich. Sie bemerkt außerdem, Babak habe seine Mutter vollkommen anders beschrieben: Die religiös-konservative Frau, von der Babak ihr erzählt habe, erkenne sie in Pari – die inzwischen Tschador und Kopftuch abgelegt hat und unabhängig und selbstsicher auftritt – nicht wieder. Kurzentschlossen folgt Pari einer Gruppe von Prostituierten auf ein Handelsschiff. An Deck blickt Pari aufs Meer und sieht einer ungewissen Zukunft entgegen.

## Hintergrund
Pari wurde von der griechischen Firma Heretic produziert mit Unterstützung der französischen Produktionsfirma Le Bureau, der niederländischen Topkapi Films, der schweizerischen Bord Cadre Films und der bulgarischen Firma Chouchkov Brothers. Den Film im Iran zu produzieren, war für Siamak Etemadi aufgrund der mangelnden künstlerischen Freiheit in diesem Land nicht vorstellbar.

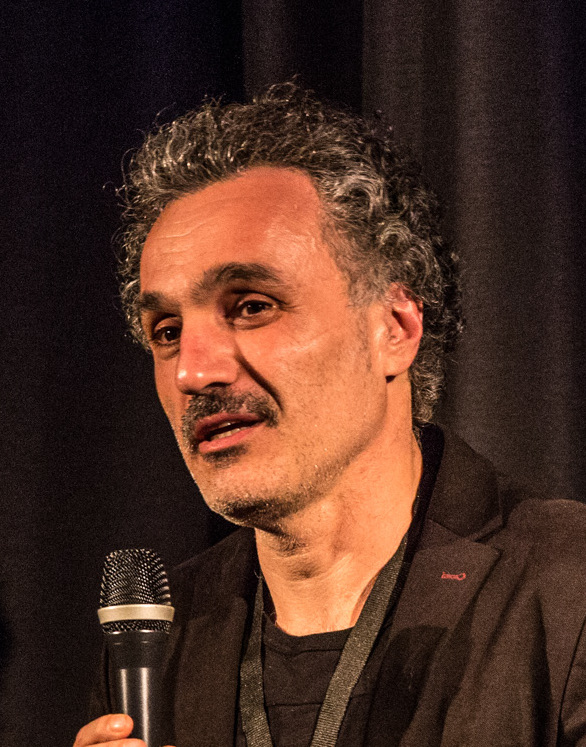
Regisseur Siamak Etemadi

Pari ist der erste Langspielfilm von Siamak Etemadi, der das Drehbuch schrieb und Regie führte. Der Film spielt in weiten Teilen in Exarchia, wo auch Etemadi lebt. Etemadi, der die griechische Staatsbürgerschaft angenommen hat, lebt seit 1995 in Athen, wohin er – wie Babak im Film – als Student kam. Er finde sich aber nicht nur in der (im Film nie auftretenden) Figur des Sohnes Babak wieder, sondern habe seine Erfahrungen als iranischer Migrant in Griechenland in verschiedene Figuren einfließen lassen, nicht zuletzt in die Hauptfigur Pari. Das Gedicht von Rūmī hatte er selbst in Athen kennengelernt, als er eine englische Übersetzung fand und sich mit den persischen Wurzeln des Gedichts beschäftigte. Es habe ihm geholfen, in Griechenland seinen eigenen Weg zu finden.
Etemadi nannte den Film einen „Liebesbrief an seine Mutter“, deren Name Pari ist und der der Film gewidmet ist. Die Idee zu dem Film sei ihm gekommen, als seine Mutter ihn besuchte. Er fragte sich, was sie wohl tun würde, wenn er sie nicht am Flughafen abholte, und kam zu dem Schluss, dass sie ihn unermüdlich suchen würde.
Einige der Szenen von Straßenkämpfen nahm ein Filmteam während einer realen Demonstration in Exarchia mit versteckten Kameras auf. Andere Szenen sind nachgestellt. Die gefährliche Szene, in der Paris Tschador Feuer fängt, spielte Melika Foroutan selbst in einem feuerfesten Anzug. Foroutan, die in Deutschland aufgewachsen ist, arbeitete mit einer iranischen Schauspielerin als Kulturcoach. Unter anderem lernte sie von ihr, überzeugend den für sie ungewohnten Tschador zu tragen. Bei den Außendrehs habe sie zum ersten Mal die Feindseligkeit erfahren, die Tschador-tragenden Frauen oft entgegengebracht wird.

## Rezeption
David Mouriquand in der Zeitschrift Exberliner nannte Pari einen der Filme der Berlinale, die man gesehen haben muss. Der von der griechischen Tragödie inspirierte Film sei spannend und facettenreich und habe eine umwerfende Hauptdarstellerin. Auch Jan Lumholdt auf der Plattform Cineuropa schrieb, allein schon Melika Foroutans unerschrockene Darstellung der Hauptfigur sei den Eintrittspreis wert. Marko Stojiljković auf der Plattform Asian Movie Pulse nannte Pari „eine einzigartige Kinoerfahrung, die keine einfachen Kategorisierungen zulässt“. Etemadi zeichne ein vielschichtiges Bild, das respektvoll mit beiden Kulturen umgehe, ohne ihre Unterschiede auszublenden. Etemadis Drehbuch habe gegen Ende gewisse Längen, sein Regiestil sei aber perfekt, ergänzt durch meisterhaften Einsatz von Schnitt, Kameraführung und spannungsvoller, gespenstischer Filmmusik. Der Film verlasse sich stark auf die Hauptdarstellerin, die sich ständig verändere und trotzdem sich selbst treu bleibe.